# Retrato de Pierre-Louis Laideguive

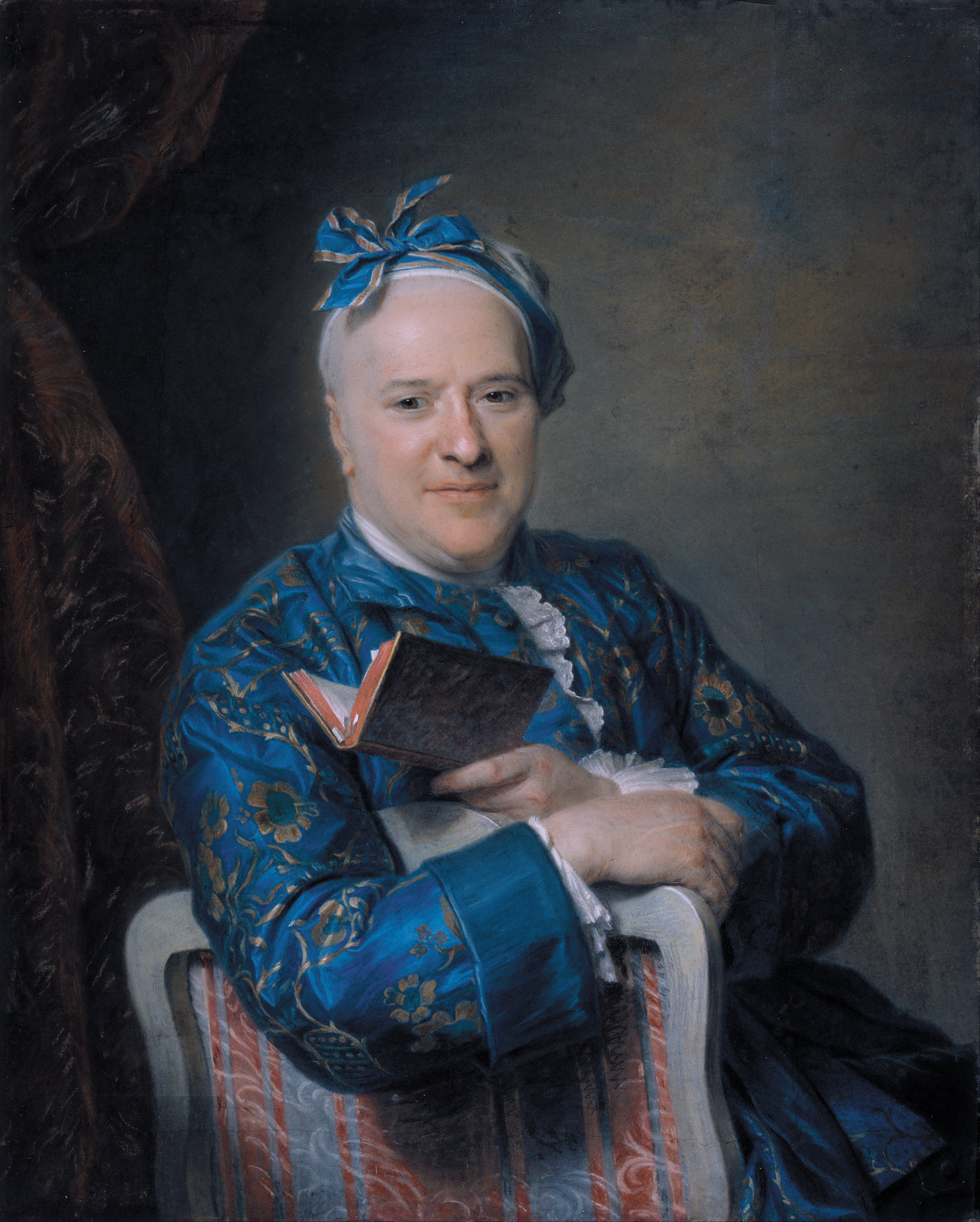
Retrato de Pierre-Louis Laideguive

El Retrato de Pierre-Louis Laideguive es un pastel sobre papel coloreado y tela realizado por Quentin de La Tour hacia el 1761 que actualmente forma parte de la colección permanente del Museo Nacional de Arte de Cataluña en la web del MNAC. Forma parte del Legado Cambó.

## Historia
Esta obra ingresó en el MNAC proveniente del legado Cambó, un conjunto de pintura con identidad propia que abarca la historia de la pintura europea desde el siglo XIV hasta el inicio del siglo XIX. El de Francesc Cambó es un ejemplo de coleccionismo programado que refleja algo más que el gusto y la satisfacción personales. Es un coleccionismo que tiene la voluntad de agrupar obras de los grandes maestros para completar las series medievales del MNAC.
Son obras que marcan el paso del gótico al Renacimiento, que hablan de la perfección del arte de las diversas escuelas del Quattrocento italiano, de la sensualidad de la pintura de los grandes maestros venecianos del Cinquecento, de la sátira moralizante deudora de la Reforma, del auge económico de los Países Bajos en el siglo XVII y de la grandeza del Siglo de Oro español, y que llegan a la plenitud del rococó, tanto veneciano como francés, para cerrar el discurso artístico con el genio renovador de Francisco de Goya.

## Descripción
El retrato esconde la singular manera de hacer de De La Tour, metódica y compleja, pero invisible a simple vista. Solo un análisis completo realizado con una combinación entre radiografía y luz rasante permite descubrir su anatomía: papeles encolados sobre una tela tensada al bastidor. La originalidad radica en la forma y la disposición de estos papeles. El artista parte de un fragmento central donde dibuja el rostro, y alrededor añade otras a modo de composición centrífuga. Bisela los fragmentos para disimular sus uniones, los ayuntamientos para trabajar con tamaños mayores a las del papel de la época y los superpone para introducir correcciones que el uso de la técnica del pastel dificulta.
Los análisis  químicas demuestran que, para De La Tour, el color también es esencial. Insatisfecho con el papel azul tintado de fábrica, aplica una preparación ocre para matizarlo y elige el luminoso azul de Prusia para potenciar la sedosa indumentaria del notario. Esta metodología se repite en otras obras suyas y, con ella, el artista logra equiparar el pastel en la pintura al óleo, más prestigiada.